# Gryponyx
Gryponyx (en griego, "garra curvada") es un género dudoso con 3 especies descritas de dinosaurios sauropodomorfos masópodos que vivieron a principio del período Jurásico, hace aproximadamente 201 a 190 millones de años, durante el Hettangiense al Sinemuriense, en  lo que es hoy África. Sus restos se encontraron en el sur de la Provincia del Estado Libre, en el centro de Sudáfrica. la especie tipo, Gryponyx africanus, es conocida a partir del espécimen holotipo SAM 3357-59,un esqueleto postcraneal casi completo que incluye una columna vertebral parcial, pelvis, y los miembros posteriores y anteriores. Se ha estimado que Gryponyx mediría cerca de 5 metros de longitud. Sus restos fueron recolectados en la Formación Elliot del Grupo Stormberg, en la cuenca del Karoo, datando de las épocas del Hettangiense al Sinemuriense del período Jurásico Inferior.
Fue descrito originalmente por Robert Broom (1911) como un terópodo. Friedrich von Huene en 1932 nombró a la familia Gryponychidae para incluir a Gryponyx y a Aetonyx, situándola a su vez dentro de Carnosauria. Peter Galton y M. Cluver sinonimizaron a G. africanus con Massospondylus harriesi en 1976, el cual a su vez fue sinonimizado por Michael Cooper en 1981 con Massospondylus carinatus y actualmente  M. harriesi es considerado como un nombre dudoso). Sin embargo, Vasconcelos y Yates en 2004 encontraron que Gryponyx era lo suficientemente distinto de otros sauropodomorfos basales para ser situado en su propio género. Ellos hallaron que difería de otros taxones por las siguientes características, la longitud total del metacarpo I excede la anchura máxima proximal y tiene un largo y estrecho flanco púbico, con márgenes laterales rectos. Aunque esta publicación no tenía un carácter formal, ellos llevaron a cabo un análisis cladístico usando la matriz de datos de sauropodomorfos de Yates de 2004 y hallaron que Gryponyx sería el masospondílido más primitivo. El mismo resultado fue obtenido por Lü et al. en 2010. Yates et al. en 2010 encontraron que Gryponyx está en una tricotomía con los grupos Massospondylidae y Anchisauria. Sin embargo, Gryponyx aún tiene que ser redescrito formalmente. Durante su historia se han descrito dos especies adicionales, Gryponyx transvaalensis fue descrito basándose en huesos de dedos y metatarsos de la extremidad anterior de la Formación Bushveld Sandstone del Jurásico inferior, en la provincia de Transvaal y Gryponyx taylori por su parte se describió con base en un sacro y un borde pélvico hallado en la Formación Elliot, en el sur del Estado Libre. Galton y Cluver en 1976 sinonimizaron a G. taylori con M. harriesi y consideraron a G. transvaalensis como un nomen dubium. Más tarde, tanto G. taylori como G. transvaalensis fueron sinonimizados por Michael Cooper en 1981 con Massospondylus carinatus y Galton y Upchurch en 2004 los consideran también como dudosos. Gryponyx fue nombrado por primera vez por Robert Broom en 1911 y la especie tipo es Gryponyx africanus. El nombre del género se deriva de grypos, el término en griego para "curvado" y onyx, que en griego significa "garra". El nombre de la especie se refiere a África, en donde se encontró el holotipo.